# Stadtbefestigung Pritzwalk

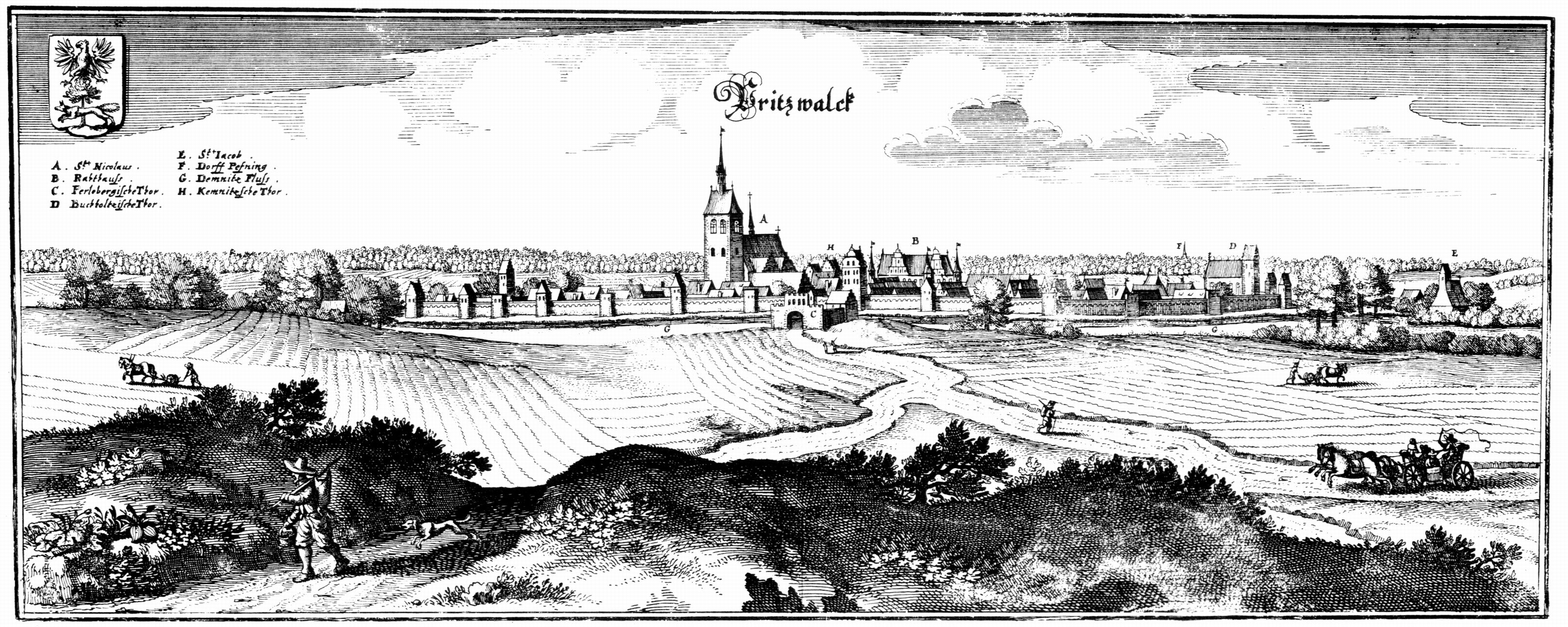
Kupferstich, Ansicht von Pritzwalk mit Stadtmauer von Matthäus Merian um 1652

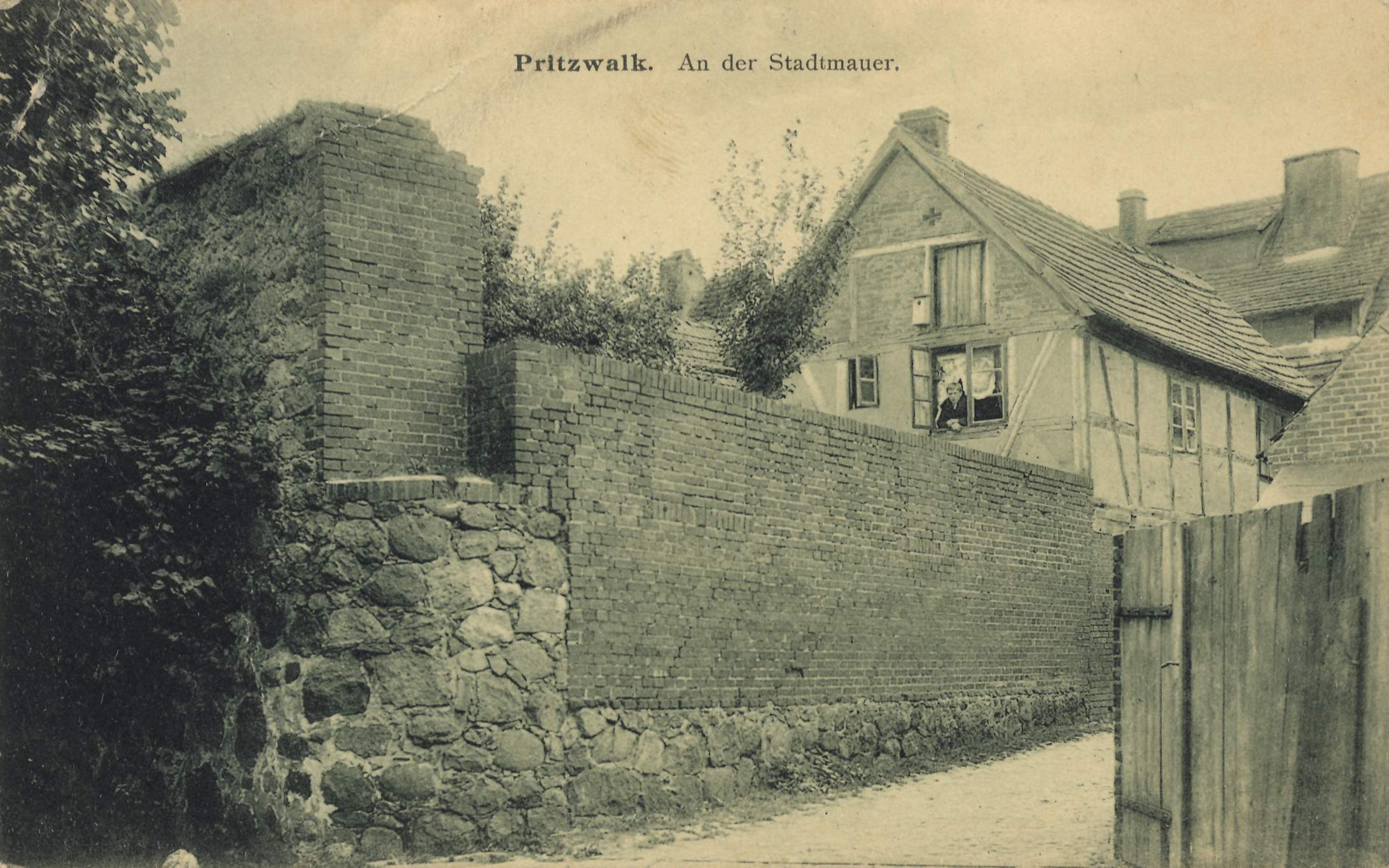
Pritzwalk, Stadtmauer, Postkarte von 1909

Die Stadtbefestigung Pritzwalk bestand aus Wällen, mit Wasser gefüllten Gräben und einer ringförmigen Stadtmauer. Die Stadtmauer wurde von drei Toren durchbrochen, dem Kemnitzer Tor, dem Perleberger Tor und dem Buchholzer Tor. Sie blieb bis ins 18. Jahrhundert bestehen.
Seit dem Mittelalter war die Altstadt von einer starken Feldsteinmauer mit eckigen und runden Türmen und Wiekhäusern sowie doppelten, teils dreifachen Wällen und Gräben geschützt. 1361 erfolgte die Verstärkung der schon im 13. Jahrhundert angelegten Befestigung. 1737 und 1739 wurden Gräben und Wälle eingeebnet. Nachdem die Wallanlagen abgetragen und eingeebnet worden waren, erfolgte in den Jahrzehnten nach dem Stadtbrand 1821 der schrittweise Abriss der Tore und Mauern, deren Material für anderweitige Bauten genutzt wurde. Heute befinden sich dort, wo früher Stadtmauer und Wälle die Altstadt einschlossen, parkähnliche Grünanlagen, der sogenannte Grüngürtel.
Die heute noch sichtbaren Reste der Stadtmauer erstrecken sich über eine Länge von rund 150 Meter. Der erhalten gebliebene Abschnitt enthält einen der früher in regelmäßigen Abständen die Mauer verstärkenden Wiekturm. Die Mauer und der Wach- und Verteidigungsturm stammen aus dem 14. Jahrhundert. Sie bestehen aus sauber geschichteten Feldsteinen und befinden sich im Nordosten der Stadt unweit der Museumsfabrik Pritzwalk.